# Hokuto no Ken (videogioco 2005)
Hokuto no Ken (北斗の拳?), in Nord America Fist of the North Star, è un videogioco di combattimenti ad incontri in 2D, prodotto dalla SEGA e sviluppato dalla Arc System Works e basato sulla serie omonima. Il videogioco è stato originariamente pubblicato per arcade nel 2005 in Nord America dalla SEGA.
Nel 2007 è stato realizzato un remake per PlayStation 2, intitolato Hokuto no Ken: Shinpan no sōsōsei - Kengō retsuden (北斗の拳 ～審判の双蒼星 拳豪列伝～?, lett. "Le stelle gemelle azzurre del giudizio - Storia di pugno possente), e pubblicato solamente in Giappone. Questa seconda versione include nella confezione un DVD con un esclusivo sistema di allenamento ("Starter's Guide") ed un documentario che rievoca la storia dei precedenti videogiochi di Ken il guerriero per consolle.
Il videogioco è basato sulla storia della prima metà del manga (capitoli 1-136)  ed utilizza i personaggi presenti in quell'arco temporale. Le voci dei vari personaggi sono le stesse dell'anime, ad eccezione di Kenshiro e Rei.

## Personaggi selezionabili
- Kenshiro (cv. Kunihiro Kawamoto)
- Shin (cv. Toshio Furukawa)
- Raoh (a.k.a. Raoul) (cv. Kenji Utsumi)
- Rei (cv. Isshin Chiba)
- Jagi (a.k.a. Jagger) (cv. Kōji Totani)
- Juda (a.k.a. Yuda) (cv. Bin Shimada)
- Toki (cv. Takaya Hashi)
- Thouther (a.k.a. Souther) (cv. Banjō Ginga)
- Mamiya (cv. Toshiko Fujita)
- Heart (cv. Shōzō Iizuka)